# Francesc de Castellví i Vic
Francesc de Castellví i Vic (Valencia, siglo XV-Valencia, 1506) fue barón de Benimuslem y señor de Mulata, hermano de Lluis de Castellví. 
En 1464 fue nombrado camarero del príncipe Fernando, después Fernando II de Aragón, en 1476 era mayordomo real de Valencia, cargo que aún tenía el 1495. En 1496 fue nombrado jurado y en 1497 consejero de la ciudad de Valencia.
Participó en el certamen poético de Valencia de 1474 con una composición en valenciano y una en castellano, incluidas en las Obres e trobes de 1474, así como en otras composiciones, recogidas en el Cancionero general de Hernando del Castillo.
Quizás lo más curioso de su producción literaria es su intervención en el poema Scachs d'amor («Ajedrez de amor»), en colaboración con Bernardo Fenollar y Narciso de Vinyoles. Castellví expresa con gracia, elegancia y gran ingenio el lance de cada jugada.